# Château des Creissauds
Le château des Creissauds est un château sur la commune d'Aubagne dans les Bouches-du-Rhône.

## Situation
Le château des Creissauds se trouve entre La Penne-sur-Huveaune et Aubagne au lieu-dit Le Clos Rufisque. Il est masqué par une petite colline, et est très difficilement visible.
Il est situé le long de la  vallée de l'Huveaune comme le château de la Buzine que Marcel Pagnol a rendu célèbre dans Le Château de ma mère. Au XIXe siècle, la vallée de l'Huveaune était bordée de châteaux bourgeois, généralement utilisés comme résidences secondaires « d'apparat » par les industriels et armateurs marseillais.
Sur une carte militaire de 1868 le domaine est nommé « Grisaou », un ouvrage de 1889 parle de la ferme « de Creissaud » et dans un acte notarié de 1969 le domaine est dénommé « Cressaou ».
Le nom de Clos Rufisque provient d'une région du Sénégal.

## Historique
Deux piliers, non datés, pourraient être des antiquités romaines.
Les salles voûtées existantes au premier niveau, remanié plusieurs fois dateraient du XVIe siècle et auraient à l'origine fait partie de bâtiments agricoles.
Le château actuel a été édifié au XIXe siècle par un armateur marseillais, Henri Saver (fondateur de la compagnie maritime SGTM), sur les restes de ce bâtiment plus ancien.
Les Creissauds ont eu au XIXe siècle un domaine viticole et un conservatoire du vignoble renfermant (suivant un ouvrage imprimé en 1889 et propriété de la bibliothèque de l'université de Californie) deux cents cépages différents.
Les vins des creissauds furent plusieurs fois récompensés.
Durant la deuxième Guerre mondiale, le château des Creissauds servit à l'armée allemande de Kommandantur.

## Parc et jardin
Le parc est planté de platanes et de marronniers centenaires, ainsi que d'amandiers, de buis, de lauriers, de yuccas et de palmiers.
L'arrière du château forme quatre hectares de pinède.

## Actuellement
Le château est une propriété privée.
L'aile ouest a été transformée en quatre studios et un appartement en location. Le château propose aussi le bar dans les arbres situé à quatre mètres du sol ainsi qu'un restaurant et une piscine en plein air.
Les salles sont louées pour des conférences, séminaires, salle de réceptions pour des mariages, concerts et autres fêtes. 
Il héberge le Saturday Jazz Club

Le château est aussi connu pour son jardin aromatique qui sert pour la fabrication de la distillerie Ferroni qui se situe dans le domaine. Elle produit entre autres des rhums et un pastis millésimé.